# Eutelia grabczeusci
Eutelia grabczeusci är en fjärilsart som beskrevs av George Francis Hampson 1912. Eutelia grabczeusci ingår i släktet Eutelia och familjen nattflyn. Inga underarter finns listade i Catalogue of Life.